# جیلی جیاجی
جیلی جیاجی (چینی: 吉利嘉际)  یک کامپکت ام‌پی‌وی است که توسط شرکت چینی جیلی به عنوان اولین ام‌پی‌وی این شرکت ساخته شده‌است. این خودرو با کد «وی‌اف۱۱» در نمایشگاه خودرو شانگهای ۲۰۱۷ معرفی شد. این خودرو به‌طور رسمی در تاریخ ۱۱ مارس ۲۰۱۹ به بازار عرضه شد.

## بررسی اجمالی

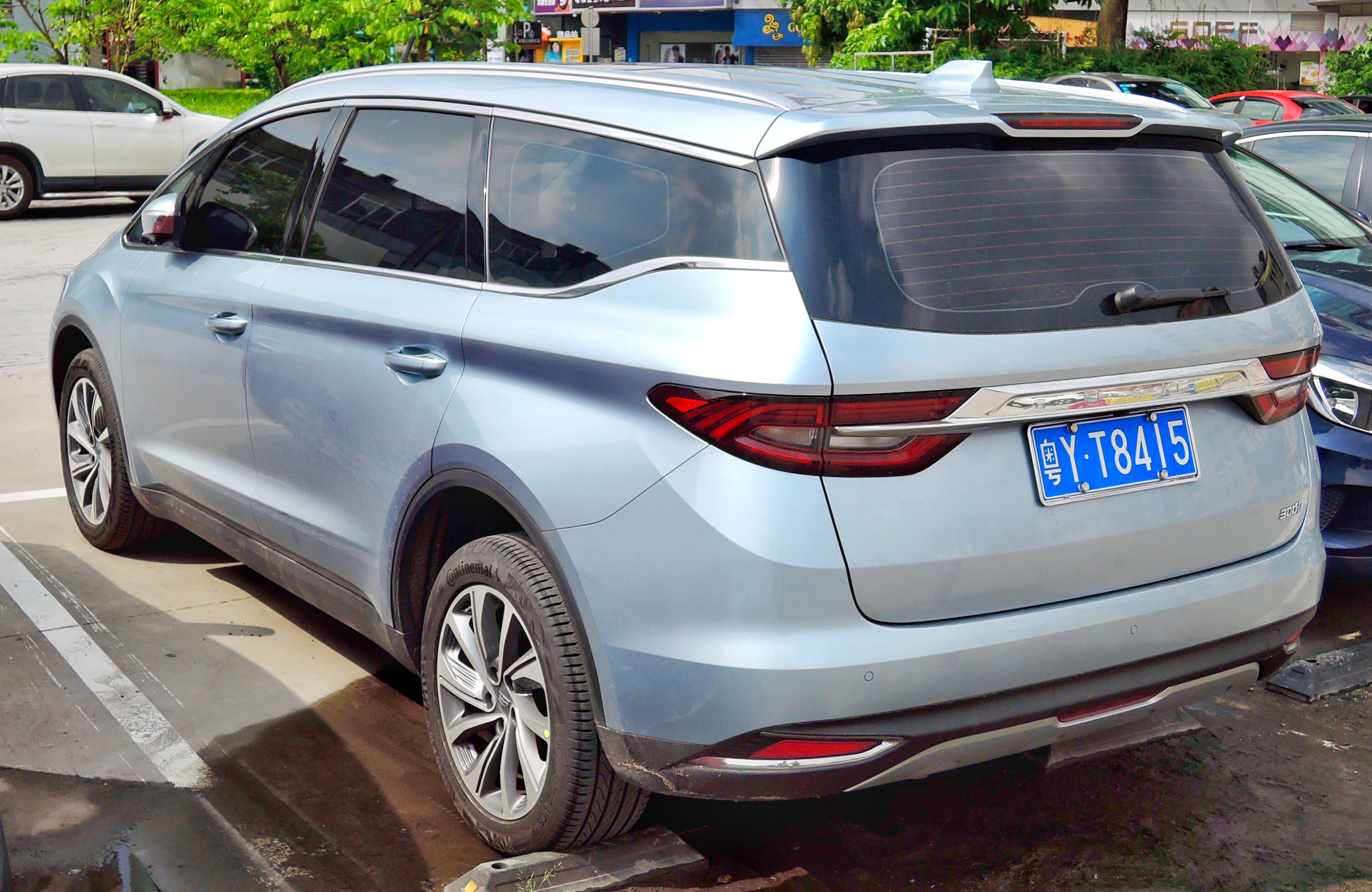
نمای عقب جیلی جیاجی

این خودرو اولین ام‌پی‌وی ساخته شده توسط شرکت جیلی است. این خودرو از پلتفرم سی‌وی که توسط شرکت جیلی توسعه یافته‌است بهره می‌برد.
برای بازار چین، جیلی این خودرو را با دو موتور ۱٫۵ لیتری با سیستم پلاگین هیبرید و ۱٫۸ لیتری توربو عرضه می‌کند. نسخهٔ ۱٫۵ لیتری از نوع موتورهای هیبریدی خفیف (ام‌اچ‌ئی‌وی) است و نسخهٔ توربو بنزینی ۱۹۰ اسب بخار قدرت و ۳۰۰ نیوتن متر را از طریق یک جعبه‌دندهٔ ۷ دندهٔ دوکلاچه به چرخ‌های جلو منتقل می‌کند.

## موتور
|                     | نسخهٔ بنزینی                          | نسخهٔ پلاگین هیبرید                   |
| ------------------- | ------------------------------------ | ------------------------------------ |
| موتورها             | ۱٫۸ لیتری توربو ۱۸۴ اسب بخاری بنزینی | ۱٫۵ لیتری توربو ۱۷۷ اسب بخاری بنزینی |
| حداکثر توان خروجی   | ۱۳۵ کیلووات                          | ۱۳۰ کیلووات                          |
| حداکثر گشتاور       | ۳۰۰ نیوتن متر                        | ۲۵۵ نیوتن متر                        |
| قدرت موتور الکتریکی |                                      | ۱۴۰ کیلووات                          |

مدل‌های بنزینی دارای یک موتور ۱٫۸ لیتری توربو و یک جعبه‌دنده ۶ دندهٔ خودکار هستند. هر سیلندر ۴ سوپاپ دارد.

## بازارها

### مالزی
پروتون هولدینگ، جیلی جیاجی را در کنار جیلی بینیو و جیلی بویو در مالزی عرضه می‌کند.

## نگارخانه

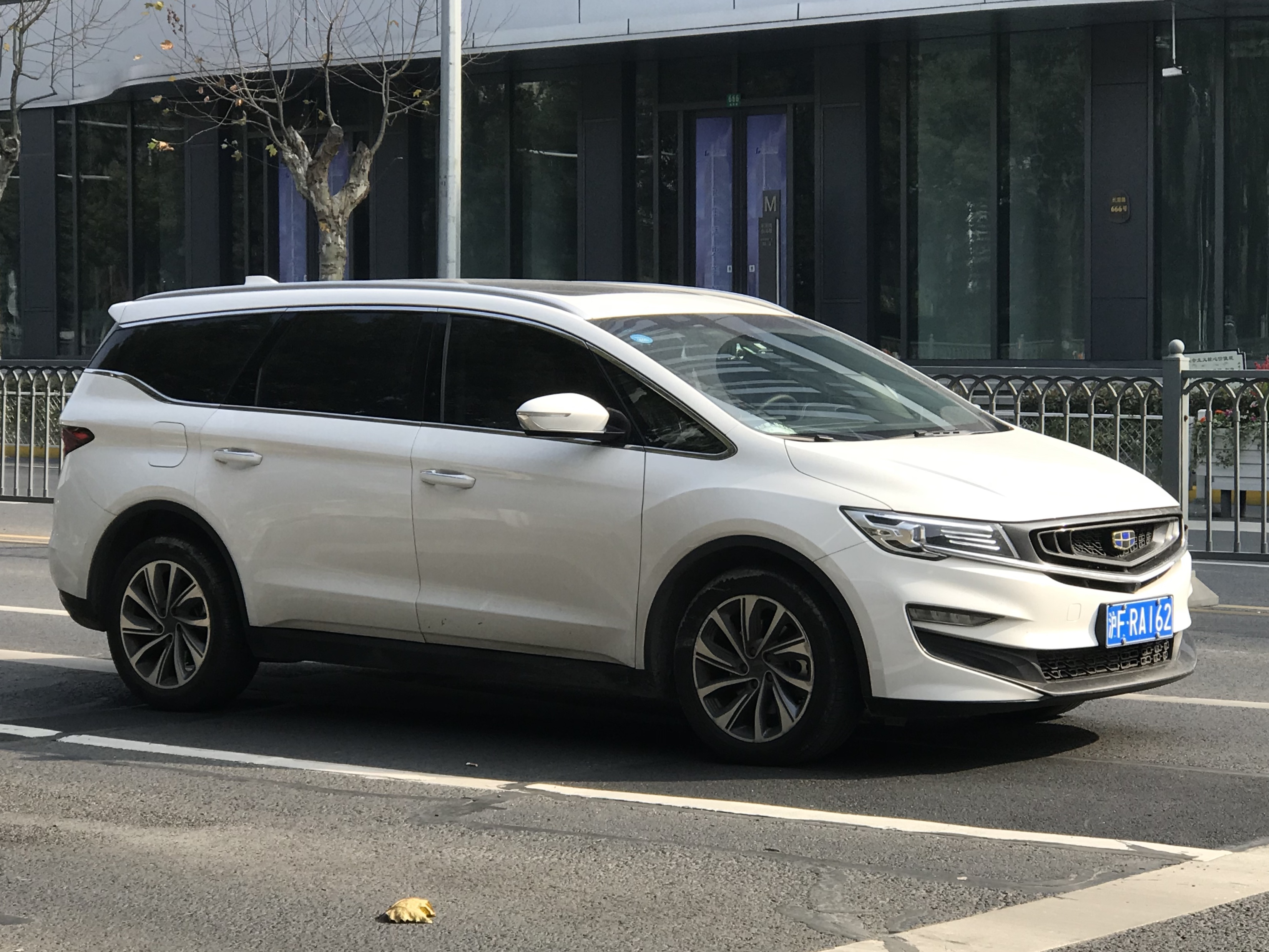
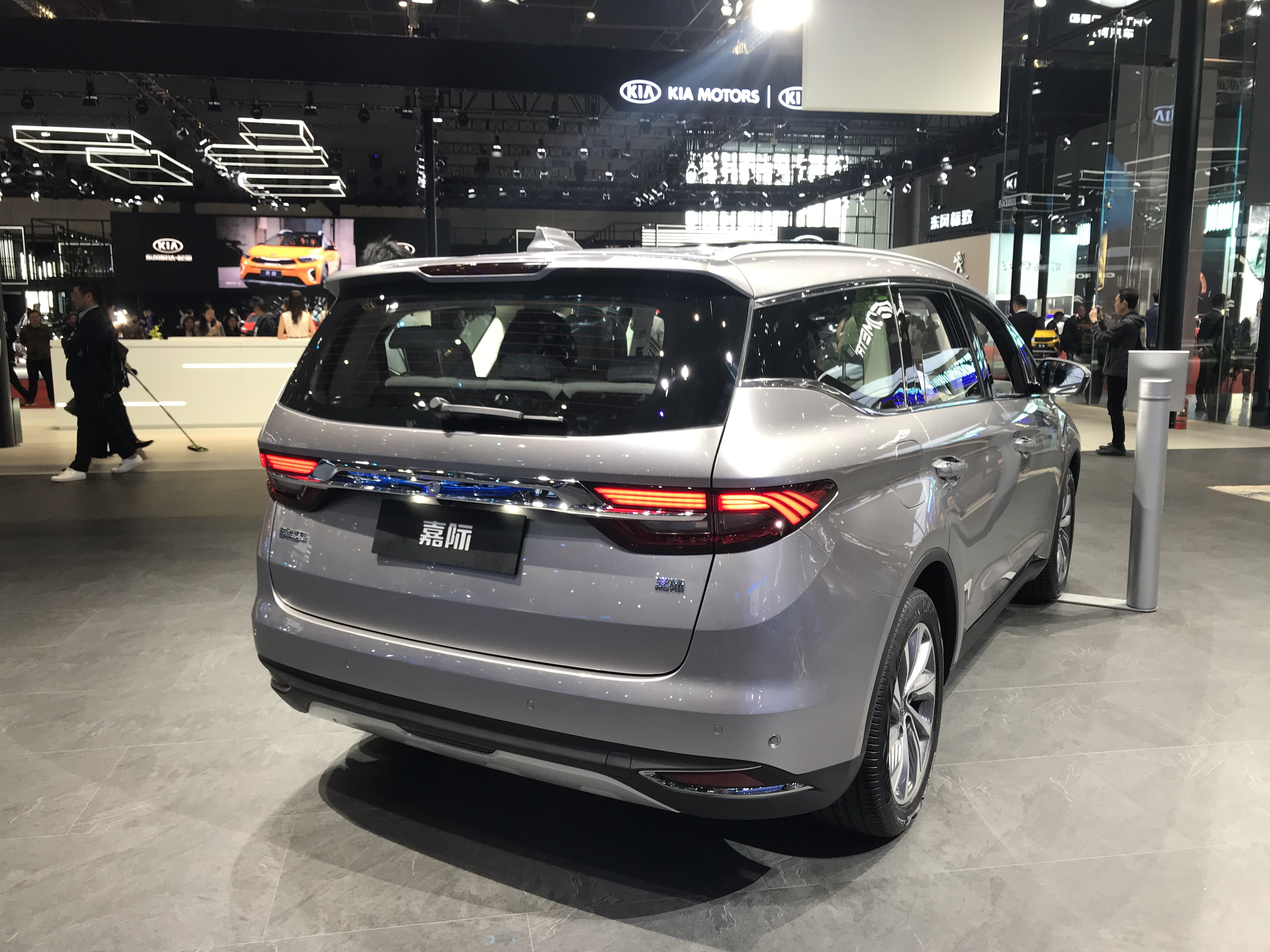
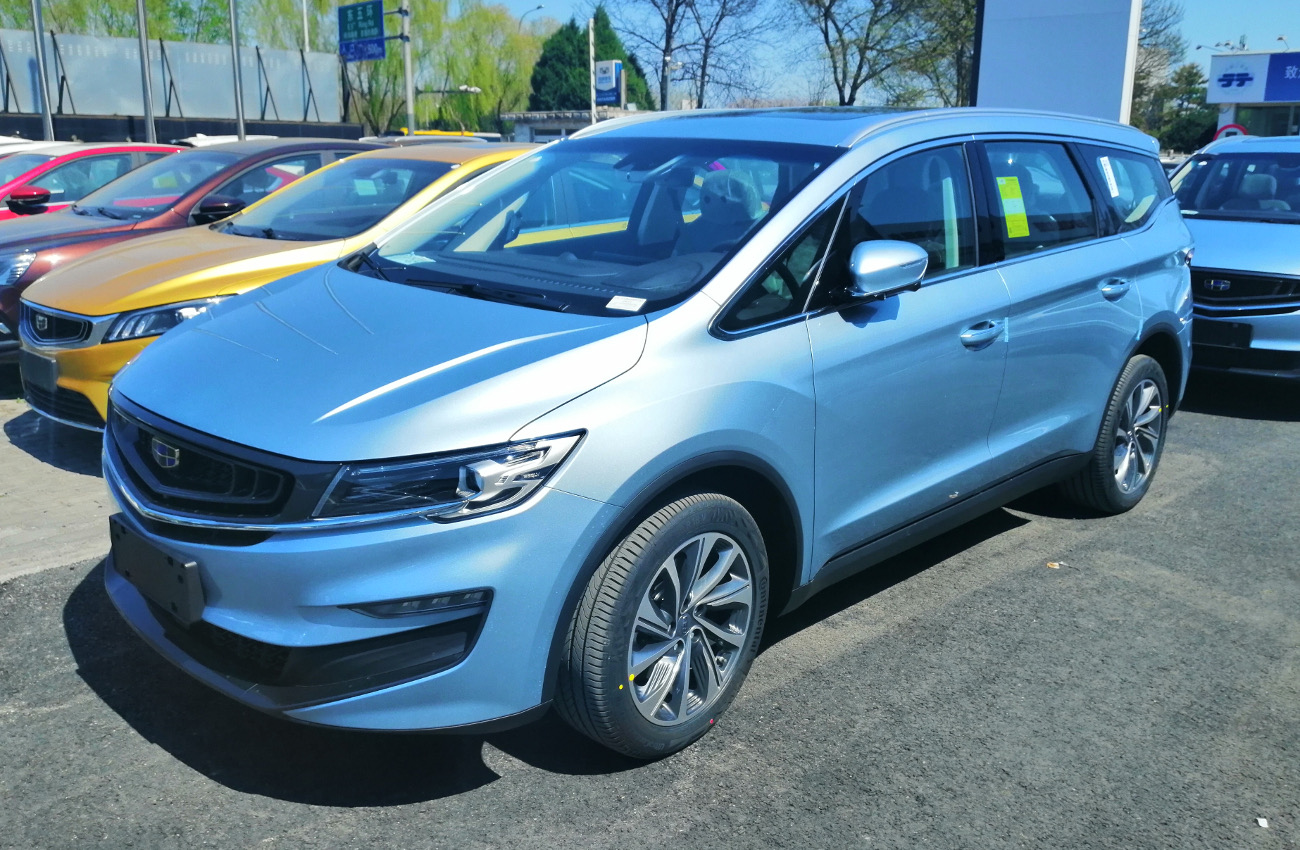
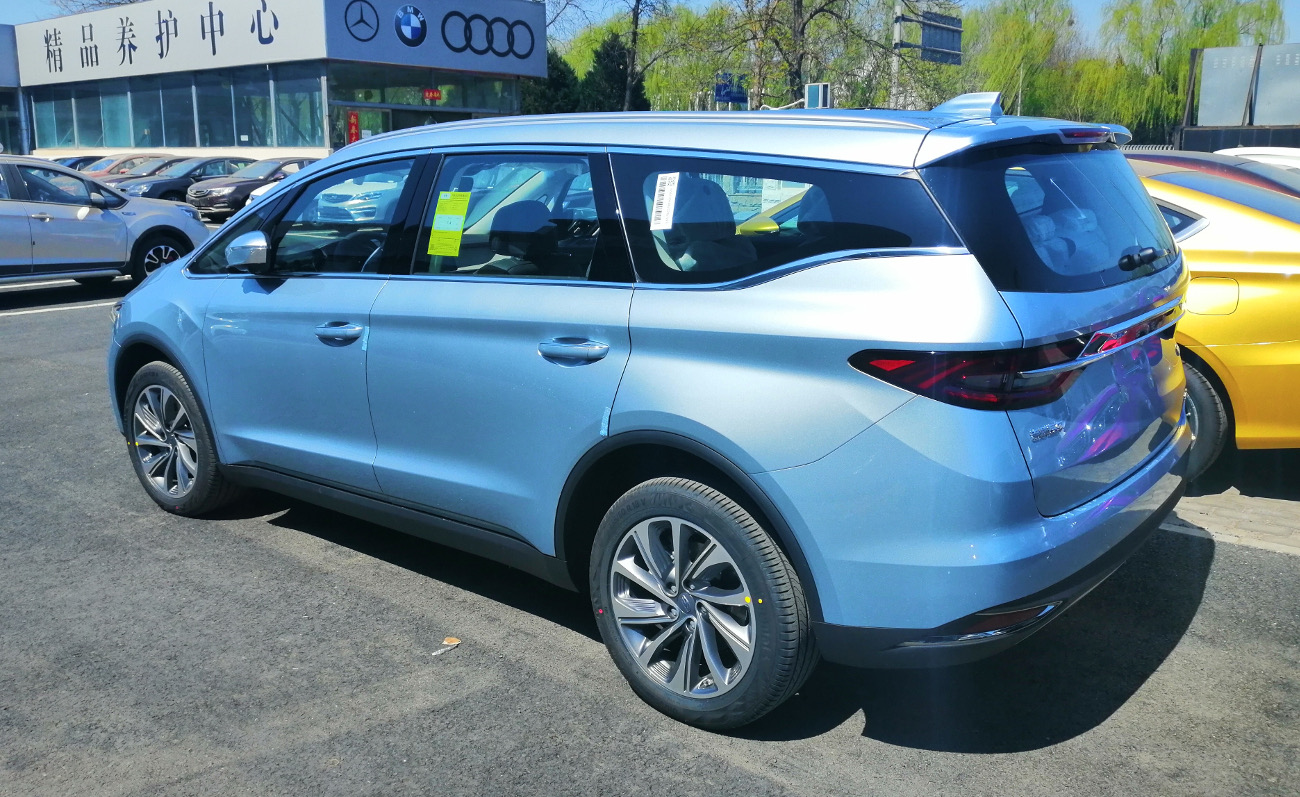

## فروش
| سال تقویمی | چین    |
| ---------- | ------ |
| ۲۰۱۹       | ۳۲٬۹۶۱ |